# Ann Somers
Ann Somers, née le 28 octobre 1966 à Anvers est une femme politique belge flamande, membre du OpenVLD.
Elle est licenciée en éducation physique (KUL).
Elle fut attachée de presse de Guy Verhofstadt et collaboratrice RP de Annemie Turtelboom.

## Fonctions politiques
- 2000-2009 : Echevin à Haacht
- 2009-2010 : sénateur belge (remplaçant Jean-Jacques De Gucht)